# Ádám Sándor (tanár)
Ádám Sándor (Eger, 1932. július 10. – 2006) aranydiplomás testnevelő tanár.

## Életrajza
Életpályája Egerből indult. Itt végezte el a tanítóképzőt is. Középiskolás diákként is már versenyszerűen úszott, atletizált, kosárlabdázott és a labdarúgásban is megmutatta tehetségét. 18 évesen nevezték ki Istenmezeje-Szederkény pusztára tanítónak. Egy évvel később pedig a Testnevelési Főiskola hallgatója lett, ahol gyorsan kamatoztatta eddigi, különböző sportágakban meglévő sokoldalúságát. Olyan sportbeli kiválóságokkal focizott egy csapatban, mint Mátrai Sándor, Friedmanszky Zoltán. 1951-ben már a Postás labdarúgója, ottani edzője Csanádi Árpád volt. A Testnevelési Főiskola befejezése után Tatát, az Eötvös József Gimnáziumot választotta, 1955-ben családjával együtt Tatára is költözött.
Tatára érkezése után hamarosan nagy sikereket ért el az iskola csapataival a megyei és országos bajnokságokon. 1955-ben kezdett el tanítani a tatai gimnáziumban, városunk sportéletének meghatározó alakja volt, aki számos sikert ért el hosszú pályafutása alatt. Büszke volt arra, hogy közel száz tanítványa választotta a testnevelő pályát. Az intézmény tantestületének elismeréseként 1992-ben Eötvös-érmet kapott, majd 1996-ban Tata Városáért kitüntetésben részesült. A tanár úr a Magyar Köztársaság Ezüst Érdemkeresztjét 2001-ben vehette át, 50 éves pedagógusi munkájáért pedig 2005-ben kapott Arany Diplomát.
1955-től nyugalomba vonulásáig a tatai Eötvös József Gimnázium és Tata város sportéletének meghatározó egyénisége volt. Sok neves sportoló, nemzeti válogatott került ki tanítványai közül. Hosszú ideig a Testnevelési Főiskola, majd Egyetem vezető tanára. Rendkívül gazdag tanári, sportszervezői tevékenységét számos kitüntetéssel ismerték el.